# ペルティエ効果
ペルティエ効果（ペルティエこうか、英: Peltier effect）は、異なる金属を接合し電圧をかけ電流を流すと、接合点で熱の吸収・放出が起こる効果。ゼーベック効果の逆、電圧から温度差を作り出す現象である。トムソン効果とともに熱電効果のひとつである。ペルチエ効果、ペルチェ効果と表記することもある。

## 概要

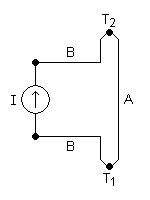
2 種類の物質 A, B からなる熱電対

ペルティエ効果は次のような場合に起こる。異なる 2 種類の金属または半導体（n 型と p 型）を 2 つの点で接合したものに電流を流す。電流は片方の接点からもう一方に動くとき熱も輸送する。片方の接点は冷やされ、もう一方は温められる。この効果は1834年、ジャン＝シャルル・ペルティエによってはじめて観察された。トーマス・ゼーベックの最初の発見から 13 年後のことである。
電流 {\displaystyle I} は回路を流れる間、上の接点（点 {\displaystyle \mathrm {T_{2}} }）で熱を放出し、下の接点（点 {\displaystyle \mathrm {T_{1}} }）で熱を吸収する。単位時間当たりに下の接点で吸収される熱量 {\displaystyle {\dot {Q}}} は以下のようになる。
{\displaystyle {\dot {Q}}=\Pi _{\mathrm {AB} }I=\left(\Pi _{\mathrm {B} }-\Pi _{\mathrm {A} }\right)I}
ここで、Π はペルティエ係数とよばれる係数で、{\displaystyle \Pi _{\mathrm {AB} }} は熱電対全体、{\displaystyle \Pi _{\mathrm {A} }} と {\displaystyle \Pi _{\mathrm {B} }} はそれぞれの物質のペルティエ係数である。特に、p 型のシリコンは正のペルティエ係数を持ち、n 型のものは負の係数を持つ。
導体は電流が流れる以前の平衡状態に戻ろうとして、一方の接点で熱を吸収し、もう一方で放出する。熱電対は直列につなぐことで、効果を強めることができる。
熱が移動する方向は電流の向きによって制御できる。電流の向きを変えると電子の移動の方向が変わり、熱の吸収・放出量の正負も変わる。